# Markgräflerland
Markgräflerland é uma região no extremo sudoeste de Baden-Württemberg, Alemanha. A região ao norte se chama Brisgau. Ao leste se elevam as montanhas da Floresta Negra. Ao oeste e ao sul corre o rio Reno, que forma a fronteira natural com a Alsácia, França a oeste e Suíça ao sul.